# Brou
Brou ist eine französische Gemeinde mit 3245 Einwohnern (Stand: 1. Januar 2022) im Département Eure-et-Loir in der Region Centre-Val de Loire; sie gehört zum Arrondissement Châteaudun und ist Hauptort des Kantons Brou.

## Geographie
Brou liegt am Fluss Ozanne und wird umgeben von den Nachbargemeinden Mottereau im Norden, Yèvres im Osten und Südosten, Unverre im Südwesten, Dampierre-sous-Brou im Westen sowie Frazé im Nordwesten.

## Bevölkerungsentwicklung
| Jahr      | 1962 | 1968 | 1975 | 1982 | 1990 | 1999 | 2006 | 2011 |
| Einwohner | 3270 | 3501 | 3614 | 3825 | 3803 | 3713 | 3572 | 3470 |

## Verkehr
Der Bahnhof von Brou liegt an der Bahnstrecke Chartres–Bordeaux und wird im Regionalverkehr durch TER-Züge bedient.

## Sehenswürdigkeiten
- Kirche Saint-Lubin, im 12. Jahrhundert erbaut, mit Umbauten im 15. und 16. Jahrhundert
- Kapelle Saint-Marc, 1305 erbaut, Apsis restauriert im 18. und 19. Jahrhundert
- Waschhäuser an der Ozanne
- Fachwerkhäuser aus dem 15. Jahrhundert, eines davon Monument historique seit 1922
- Rue des Changes (Maison à pans de bois; ein Haus seit 1972 Monument historique)

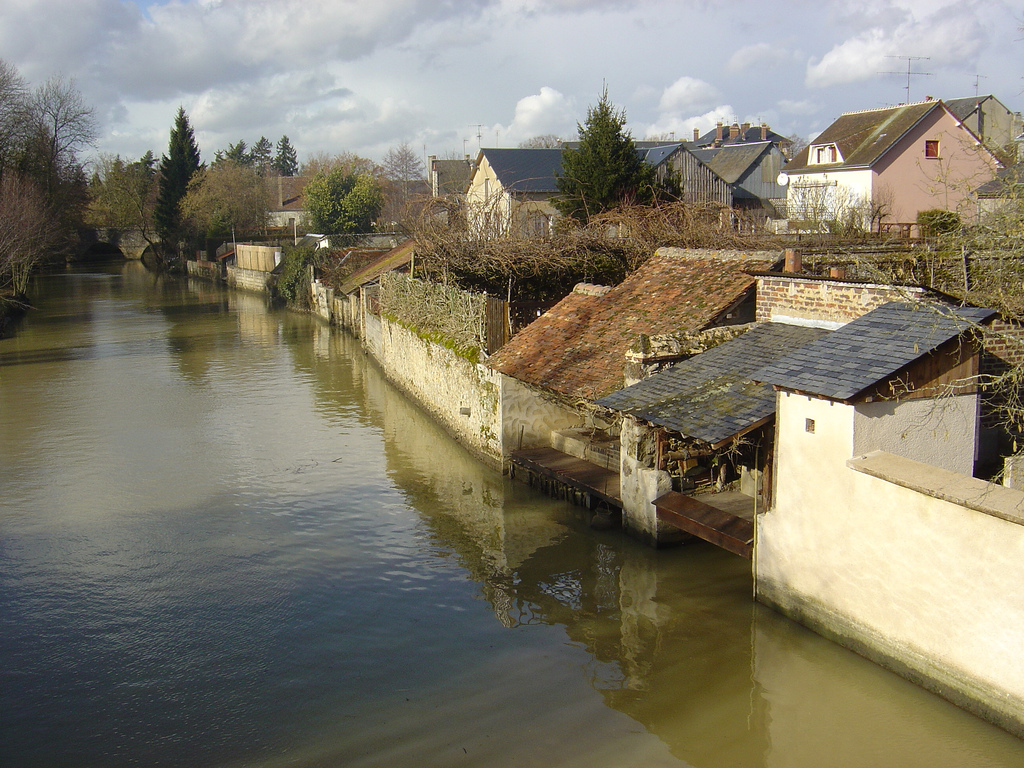
Alte Waschhäuser an der Ozanne
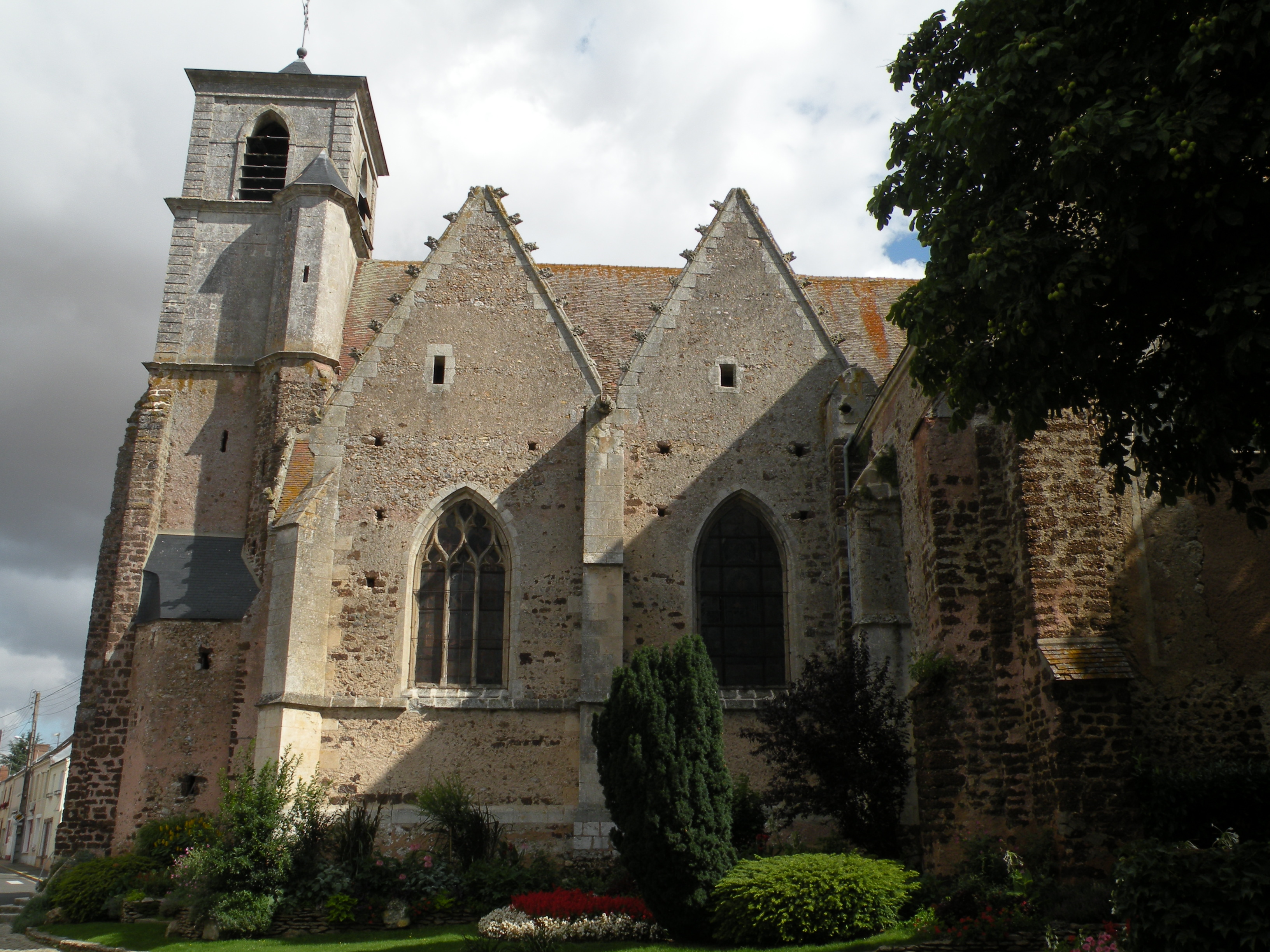
Kirche Saint-Lupin
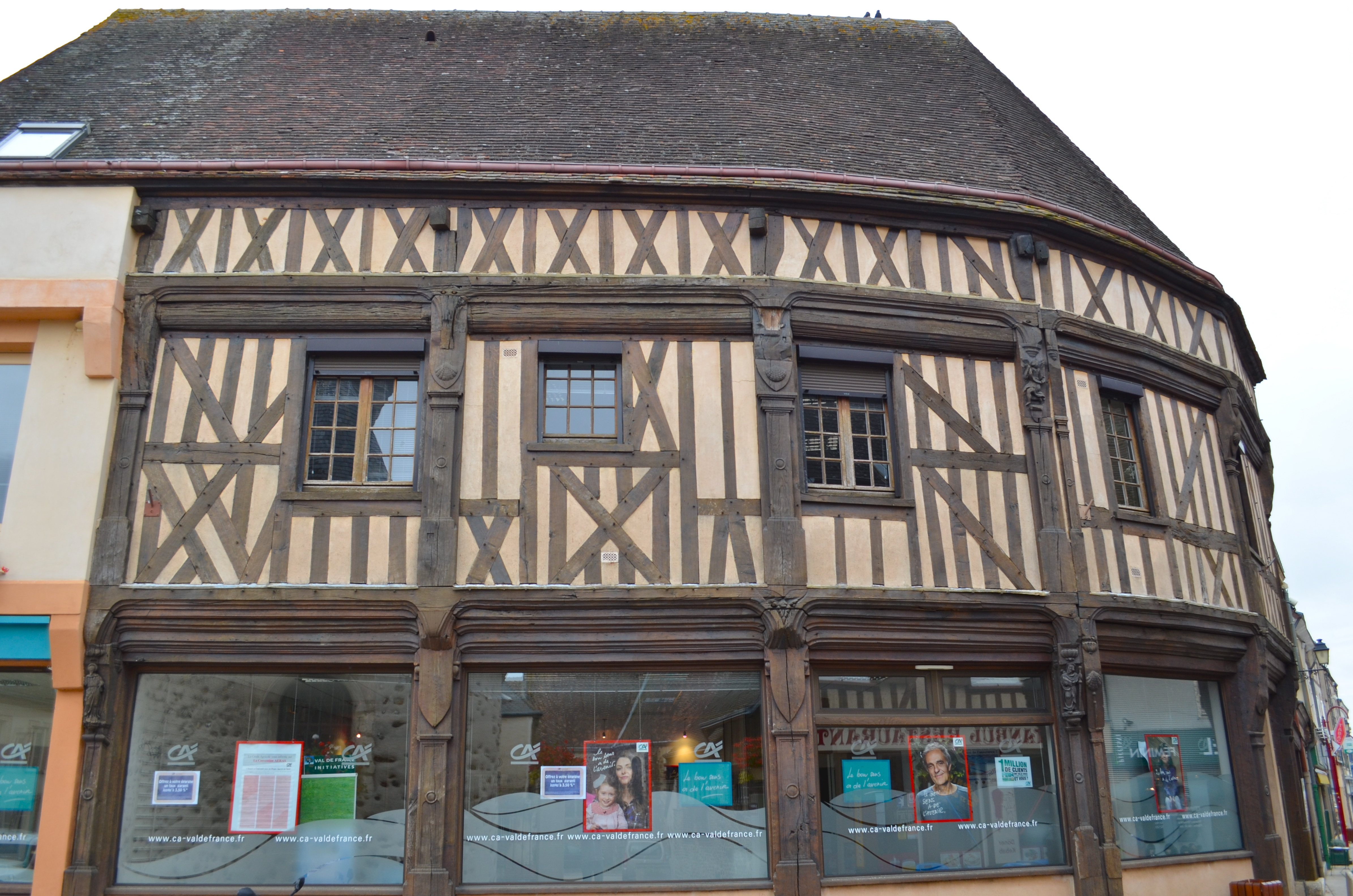
Maison à pans de Bois

## Persönlichkeiten
- Florimond I. Robertet (1459–1527), Staatsminister unter Ludwig XII. und Franz I., Baron von Brou (1509–1527)

## Gemeindepartnerschaften
Mit der deutschen Gemeinde Frankenberg (Eder) in Hessen seit 1968 und mit der britischen Gemeinde East Preston in West Sussex (England) bestehen Partnerschaften.